# Imai Toshiaki
Imai Toshiaki (sinh ngày 29 tháng 12 năm 1954) là một cựu cầu thủ và huấn luyện viên bóng đá người Nhật Bản. Ông từng dẫn dắt Đội tuyển bóng đá quốc gia Trung Hoa Đài Bắc (2005-2007, 2016), Đội tuyển bóng đá nữ quốc gia Trung Hoa Đài Bắc (2007), Đội tuyển bóng đá quốc gia Mông Cổ (2016).